# Mike Runnels
Mike Runnels (ur. 1946, zm. 5 stycznia 2015 w Ruidoso) – amerykański polityk, wicegubernator stanu Nowy Meksyk w latach 1983-1987. Członek Partii Demokratycznej. Jego ojcem był kongresmen Harold L. Runnels (1924-1980).

## Życiorys
Po ukończeniu studiów prawniczych rozpoczął pracę w zawodzie. Był prokuratorem w 13. okręgu sądowym w Nowym Meksyku. Od 1 stycznia 1983 do 1 stycznia 1987 wicegubernator stanu Nowy Meksyk. Funkcję gubernatora w tym czasie pełnił Toney Anaya. Po zakończeniu kadencji powrócił do zawodu prawniczego. W latach 1986 i 2000 bezskutecznie starał się o mandat w Izbie Reprezentantów.